# Brandolinis Gesetz
Brandolinis Gesetz, auch Bullshit-Asymmetrie-Prinzip  (englisch Brandolini’s law oder Brandolini’s principle) ist eine auf den italienischen Informatiker Alberto Brandolini zurückgehende Lebensweisheit, die eine Aussage über den Aufwand zur Widerlegung von Blödsinn (englisch bullshit) und Fake News macht.

## Überblick
Brandolinis Gesetz lautet:

“The amount of energy needed to refute bullshit is an order of magnitude bigger than to produce it.”

„Das Widerlegen von Schwachsinn erfordert eine Größenordnung mehr Energie als dessen Produktion.“

Alberto Brandolini formulierte diese Erkenntnis im Jahr 2013. Als Herkunft dieser Erkenntnis gab er die italienische Politik an und dabei insbesondere eine Fernsehdiskussion mit Silvio Berlusconi. Breite Aufmerksamkeit erlangte das Gesetz durch das öffentliche Bekanntwerden des Effekts von Filterblasen sowie aufkommender Fake News einige Jahre später. So wurde Brandolini 2016 in der naturwissenschaftlichen Fachzeitschrift Nature zitiert. Wissenschaftliche Untersuchungen bestätigten den Befund: Empfänger von Falschmeldungen mit Richtigstellungen zu erreichen ist schwierig.